# 전략공군사령부
전략공군사령부(영어: Strategic Air Command; SAC)는 미국 공군의 핵미사일 사령부이다.
핵 3원체제(en:Nuclear triad)는 핵폭격기, 지상발사 ICBM, 전략원잠(SSBN) 발사 SLBM로 구성되는데, 전략 공군 사령부는 핵폭격기와 지상발사 ICBM을 지휘통제하는 최고사령부이다.

## 역사
전략 공군 사령부는 원래 1946년 3월 21일 미공군이 미육군에서 분리되기 이전인 미국 육군 항공대 시절인 1944년에 37,000명 규모의 부대로 창설되었다.

## 같이 보기
- 전략사령부